# Bénédicte Taurine

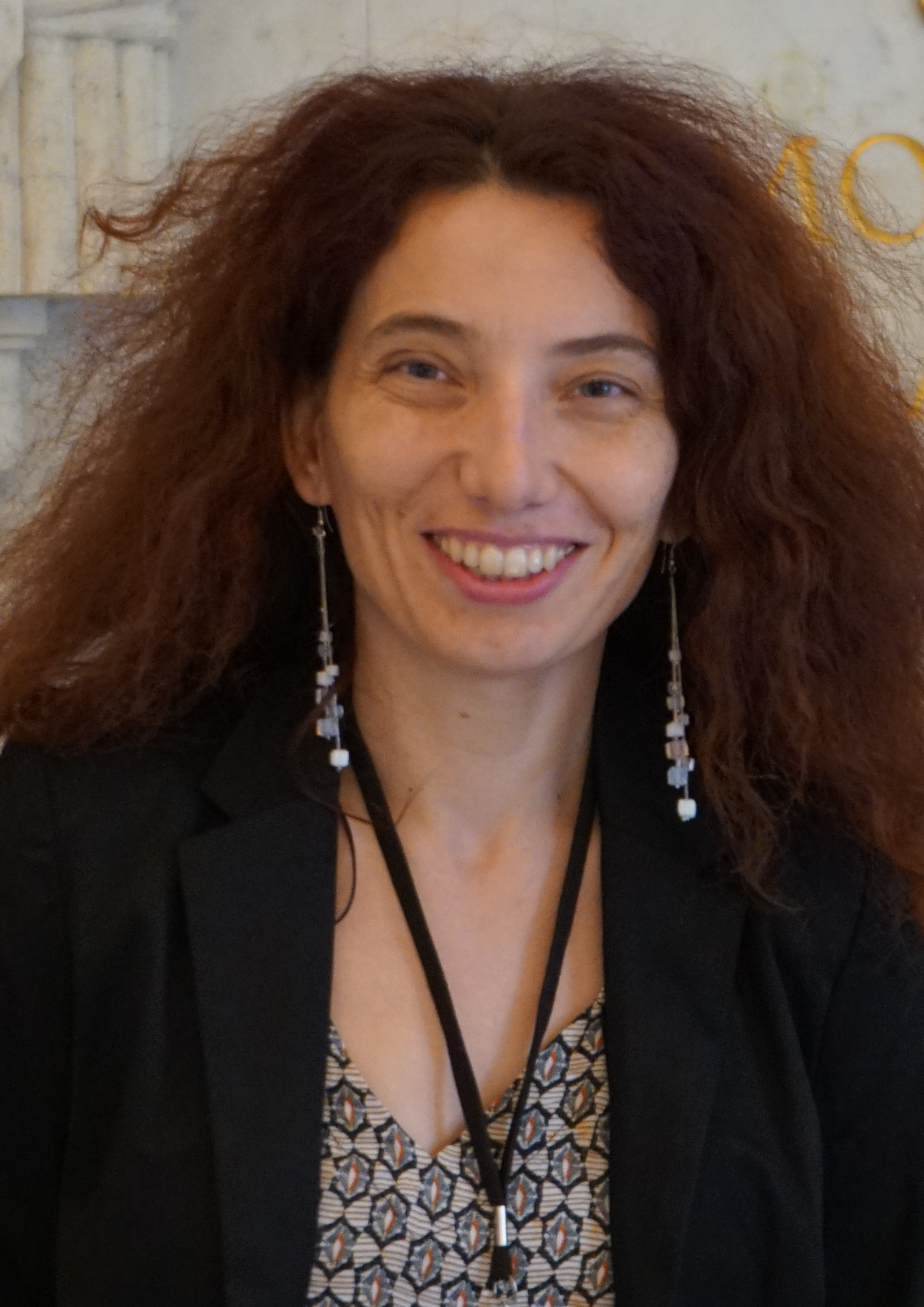
Bénédicte Taurine

Bénédicte Taurine (geboren am 18. Juni 1976 in Lavelanet im Département Ariège in der Region Okzitanien) ist eine französische  Politikerin der Partei La France insoumise. Sie wurde am 18. Juni 2017 In die Nationalversammlung gewählt und vertrat dort bis zum 27. Januar 2023 den 1. Wahlkreis des Département Ariège, sie wurde bei der Nachwahl von 2023 von der dissidenten Sozialistin Martine Froger geschlagen.

## Leben und Wirken

### Berufliche Tätigkeit
Taurine ist Lehrerin für Lebens- und Geowissenschaften an einer Oberschule. Sie ist in der Lehrergewerkschaft Syndicat national des enseignants du second degré (SNES) aktiv.

### Politische Laufbahn
Im Jahr 2015 kandidierte sie bei den Regionalwahlen der damaligen Region Languedoc-Roussillon-Midi-Pyrénées (jetzt: Okzitanien) auf der Liste des Parteienbündnisses Nouveau monde en commun (Neue gemeinsame Welt), in der mehrere linke Parteien vertreten waren, wurde aber nicht gewählt.

### Abgeordnete in der Nationalversammlung
Sie wurde bei der Parlamentswahl am 18. Juni 2017 im 1. Wahlkreis des Département Ariège im zweiten Wahlgang mit 50,28 % der Stimmen auf der Liste von La France Insoumise gewählt.
In der Nationalversammlung gehörte sie dem Wirtschaftsausschuss an und war Mitglied der Delegation für die Rechte der Frau und die Chancengleichheit von Männern und Frauen.  Sie stand der Parlamentariergruppe für die Freundschaft zwischen Frankreich und Andorra vor.